# 4900 (szám)
A 4900 (négyezer-kilencszáz) egy természetes szám, négyzetszám, a 70 négyzete; piramisszám, az első 24 négyzetszám összege.

## A szám a matematikában
A tízes számrendszerbeli 4900-as a kettes számrendszerben 1001100100100, a nyolcas számrendszerben 11444, a tizenhatos számrendszerben 1324 alakban írható fel.
A 4900 páros szám, összetett szám, azon belül négyzetszám, kanonikus alakban a 22 · 52 · 72 szorzattal, normálalakban a 4,9 · 103 szorzattal írható fel. Huszonhét osztója van a természetes számok halmazán, ezek növekvő sorrendben: 1, 2, 4, 5, 7, 10, 14, 20, 25, 28, 35, 49, 50, 70, 98, 100, 140, 175, 196, 245, 350, 490, 700, 980, 1225, 2450 és 4900.
Praktikus szám.
Egyetlen szám valódiosztó-összegeként áll elő, ez a 4844.
A 4900 a 24. piramisszám, azaz a 24 legkisebb négyzetszám összege.